# 笹子村 (山梨県)
笹子村（ささごむら）は山梨県北都留郡にあった村。現在の大月市笹子町各町にあたる。

## 地理
- 山：鶴ヶ鳥屋山、本社ヶ丸、清八山、大鹿山、大谷ヶ丸、滝子山、峰の山
- 河川：笹子川

## 歴史
- 1875年（明治8年） - 都留郡黒野田村、吉ヶ久保村及び白野村が合併して、笹子村が発足する。
- 1878年（明治11年）7月22日 - 郡区町村編制法の施行により、笹子村が北都留郡の所属となる。
- 1889年（明治22年）7月1日 - 町村制の施行により、笹子村の区域をもって、笹子村が発足する。
- 1954年（昭和29年）8月8日 - 大月町、猿橋町、笹子村、七保町、梁川村、初狩村及び賑岡村が合併して、大月市が発足する。

## 村長
- 天野董平

## 著名な出身者
- 白野夏雲 - 白野村の出身。物産研究家・アイヌ語研究家。

## 交通

### 鉄道路線
- 日本国有鉄道
  - 中央本線
    - 笹子駅

### 道路
- 国道20号

現在は旧村域に中央自動車道の笹子バスストップが所在するが、当時は未開通。